# Dmítrievka (Petrovsk)
|  | Per a altres significats, vegeu «Dmítrievka». |

Dmítrievka (en rus: Дмитриевка) és un poble de l'óblast de Saràtov, a Rússia, segons el cens del 2010 tenia 27 habitants. Pertany al districte municipal de Petrovsk.